# Rigas motormuseum
Rigas motormuseum (lettiska Rīgas Motormuzejs) i Riga i Lettland är det största veteranfordonsmuseet i Baltikum. 
Museet ligger på Sergeja Eizenšteina iela 6 i stadsdelen Mežciems i den östra delen av staden. Det är statligt sedan 1992 och sorterar under Lettlands transportministerium. 
Museet är sedan 1992 medlem i den internationella organisationen International Association of Transport and Communication Museums (IATM–ICOM), sedan 1994 medlem i Latvijas muzeju biedrība ("Lettlands museiförening") och sedan 2002 medlem i  Latvijas Transporta attīstības un izglītības asociācija ("Lettlands transportutvecklings- och utbildningsförbund").
Museet grundades 1989 på initiativ av den lettiska veteranbilsklubben Latvijas Antīko automobiļu klubs ("Lettlands veteranbilklubb").. Byggnaden är ritad av den lettiske arkitekten Viktors Valgums. 
Museet återöppnades 2 juli 2016 efter att ha varit stängt för renovering sedan 2013.
I museets kollektioner ingår bland annat en replika av Auto Unions racerbil typ D från 1938. Ett originalexemplar av fordonet från 1938 finns på Audis museum i Ingolstadt i Tyskland.

## Bildgalleri

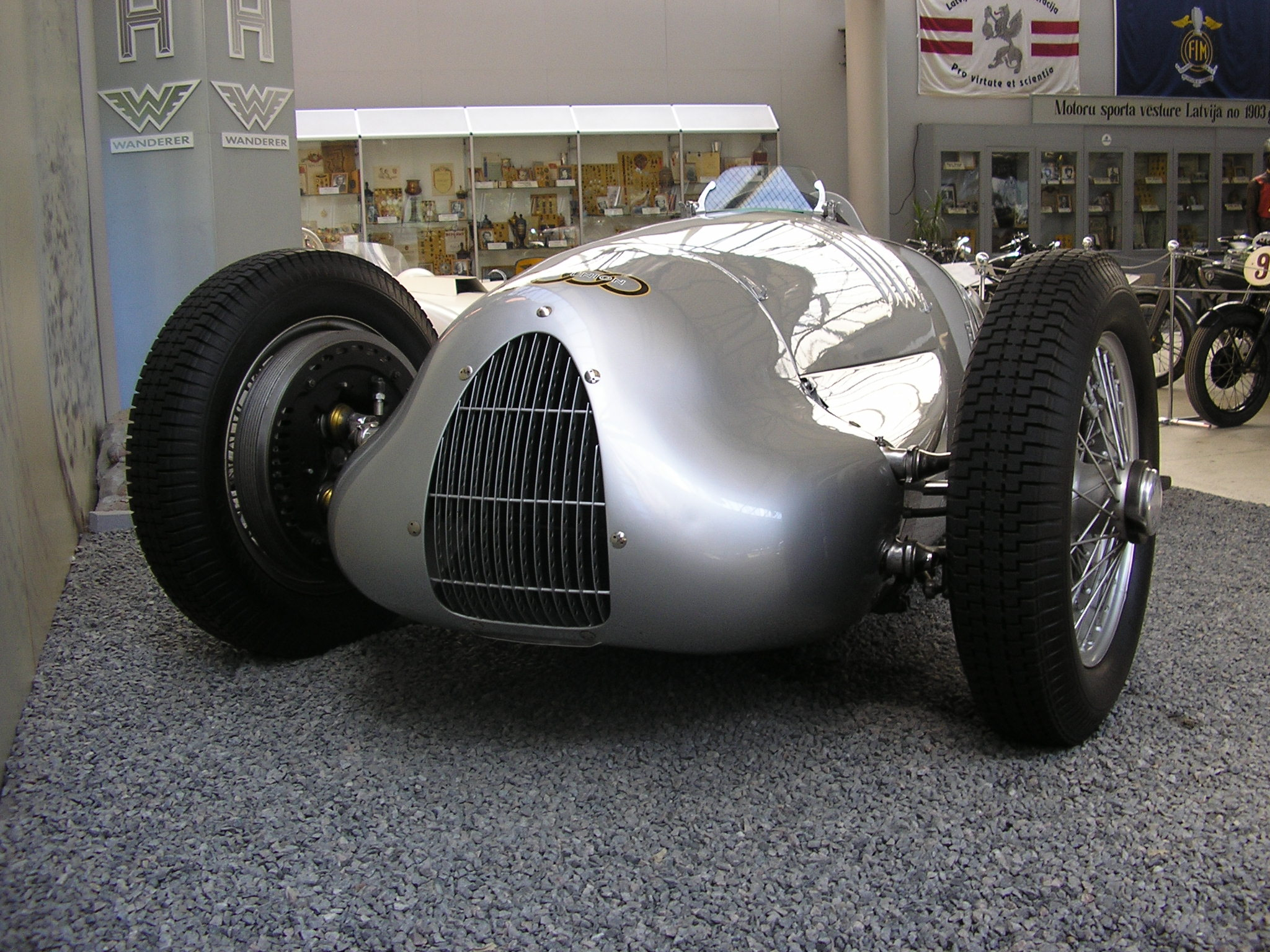
En replika av Auto Unions racerbil typ D från 1938
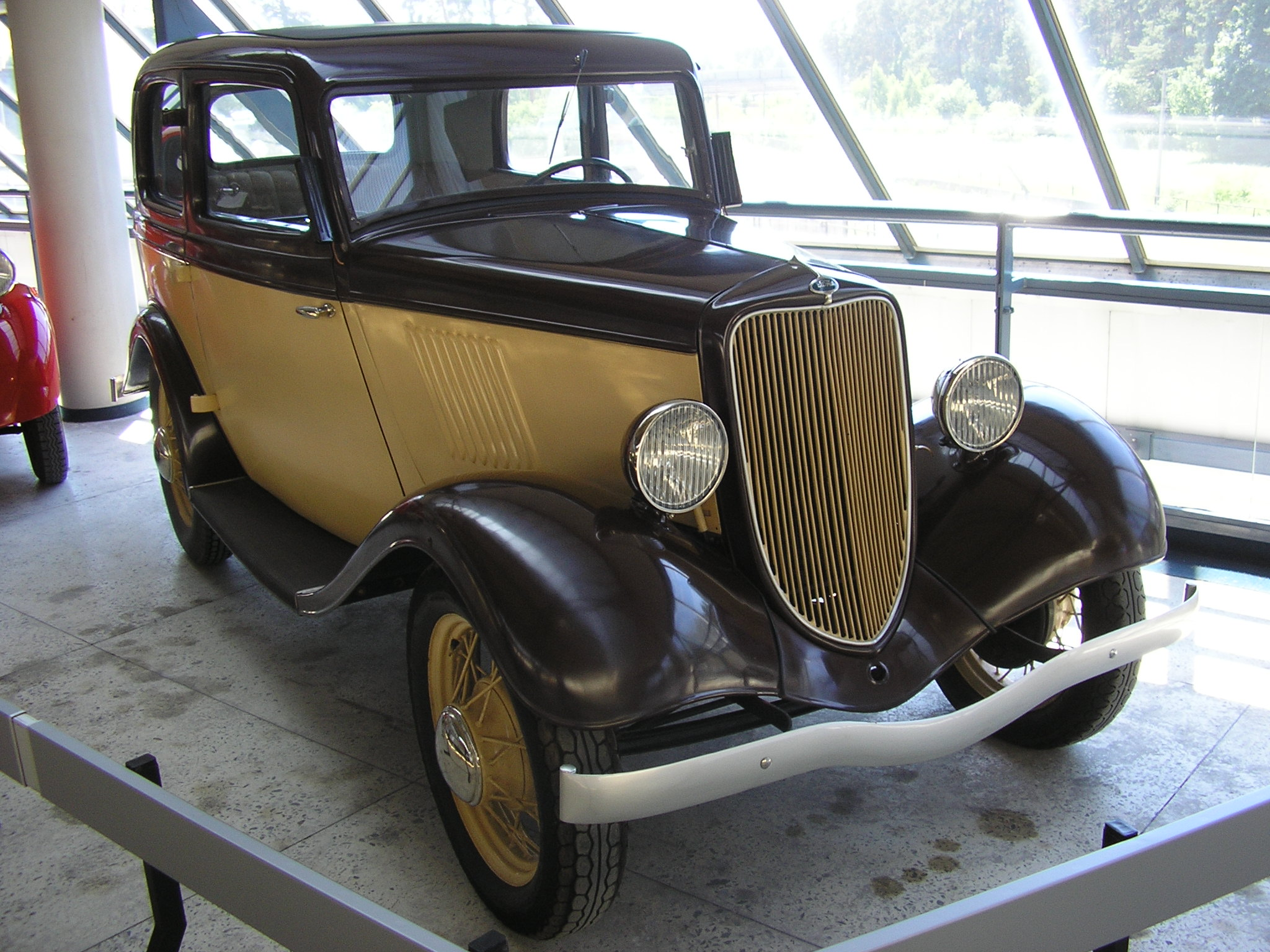
Ford Köln Y från 1933
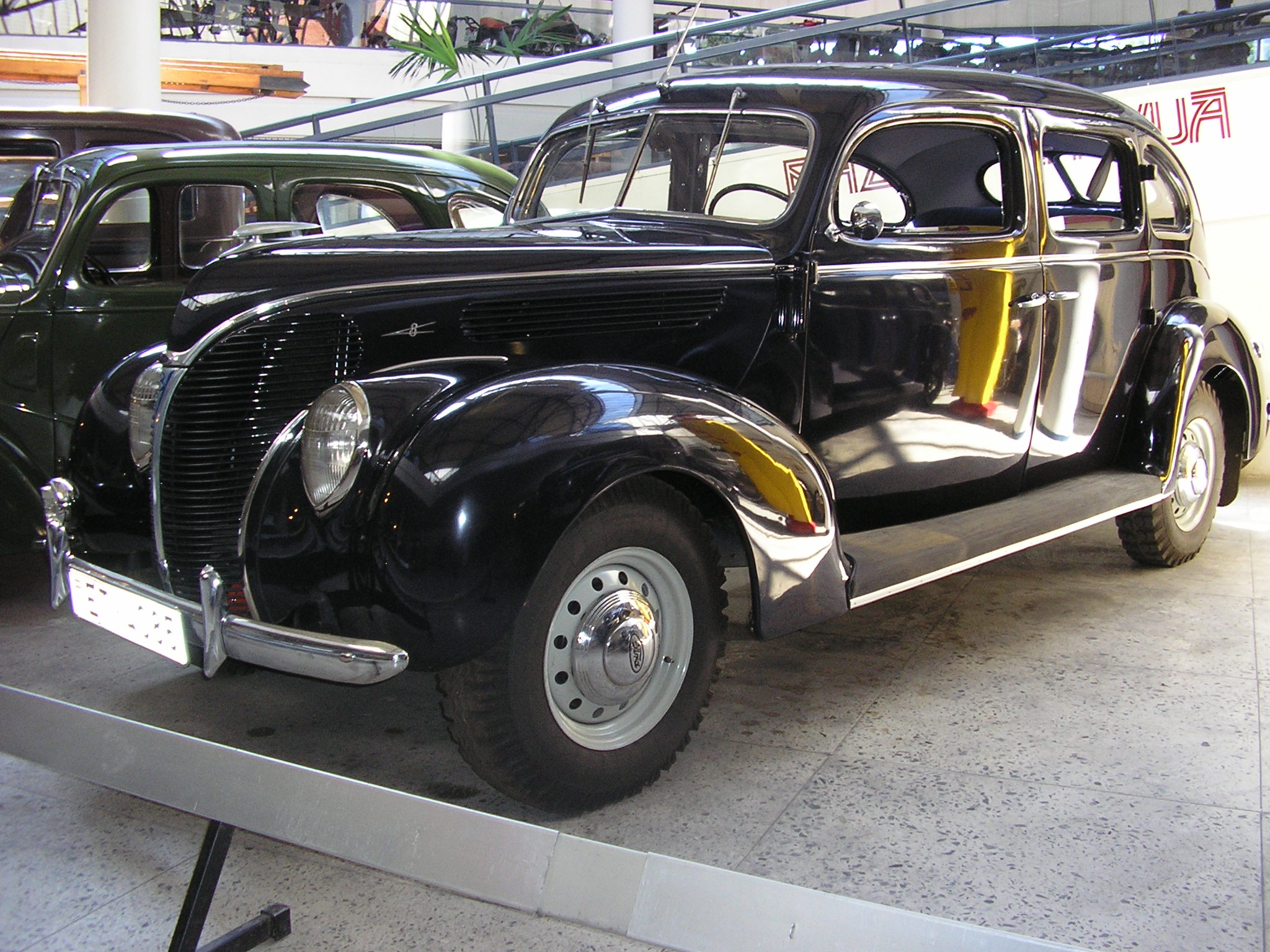
Lettiskt byggd Ford-Vairogs V8 "De Luxe" (1938)
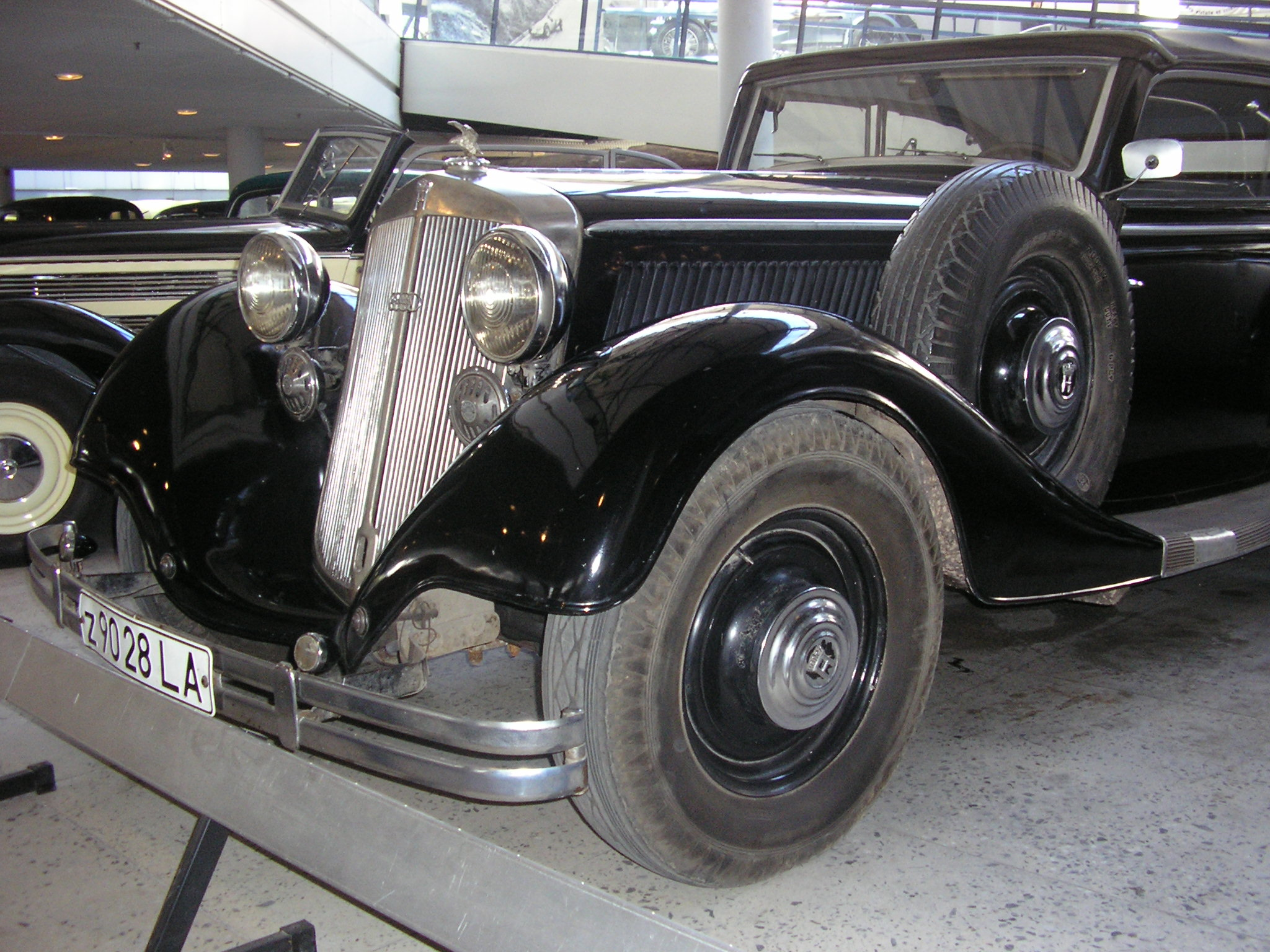
Horch 830BL (1935)
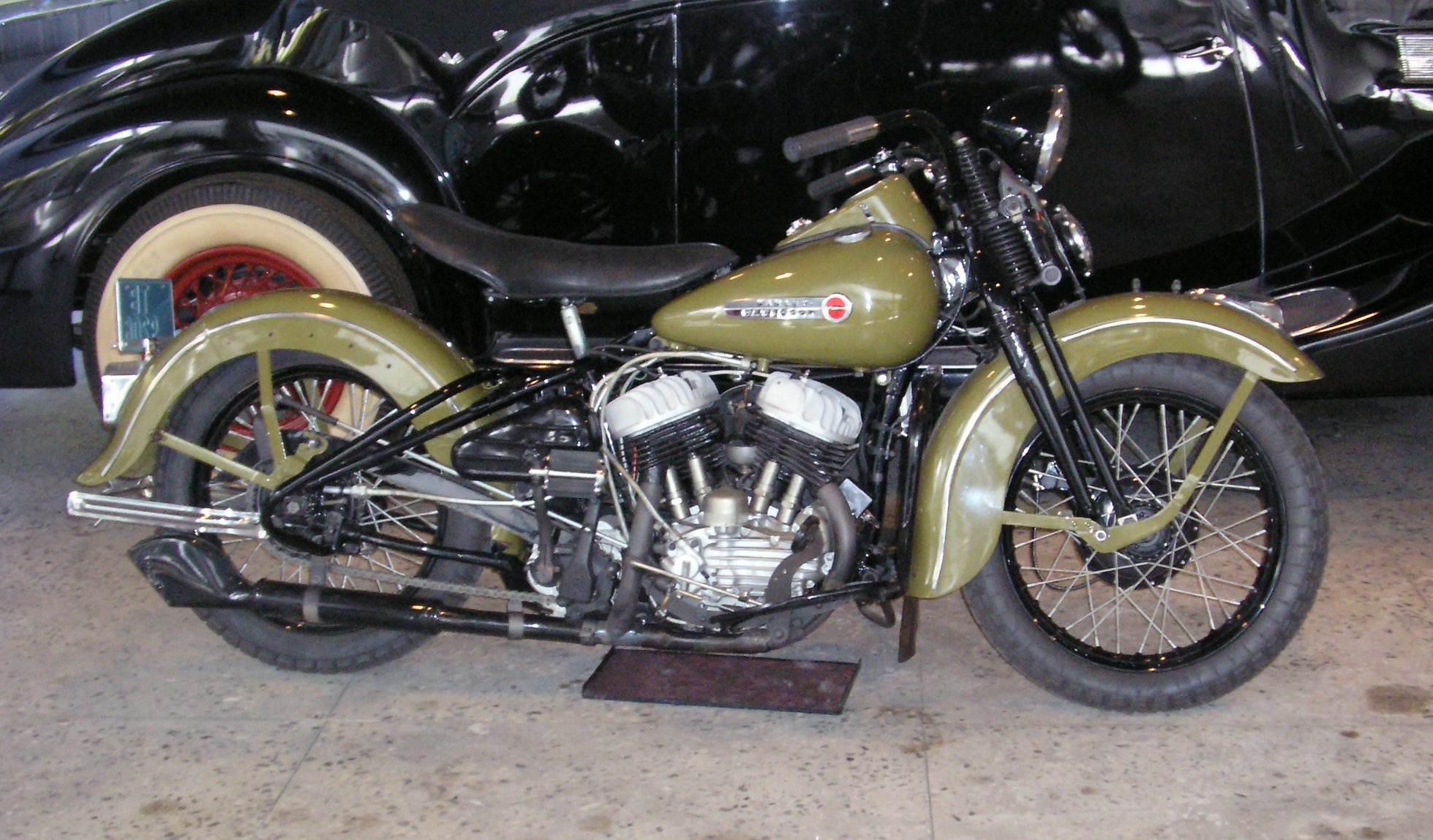
Harley-Davidson modell WL (1947)
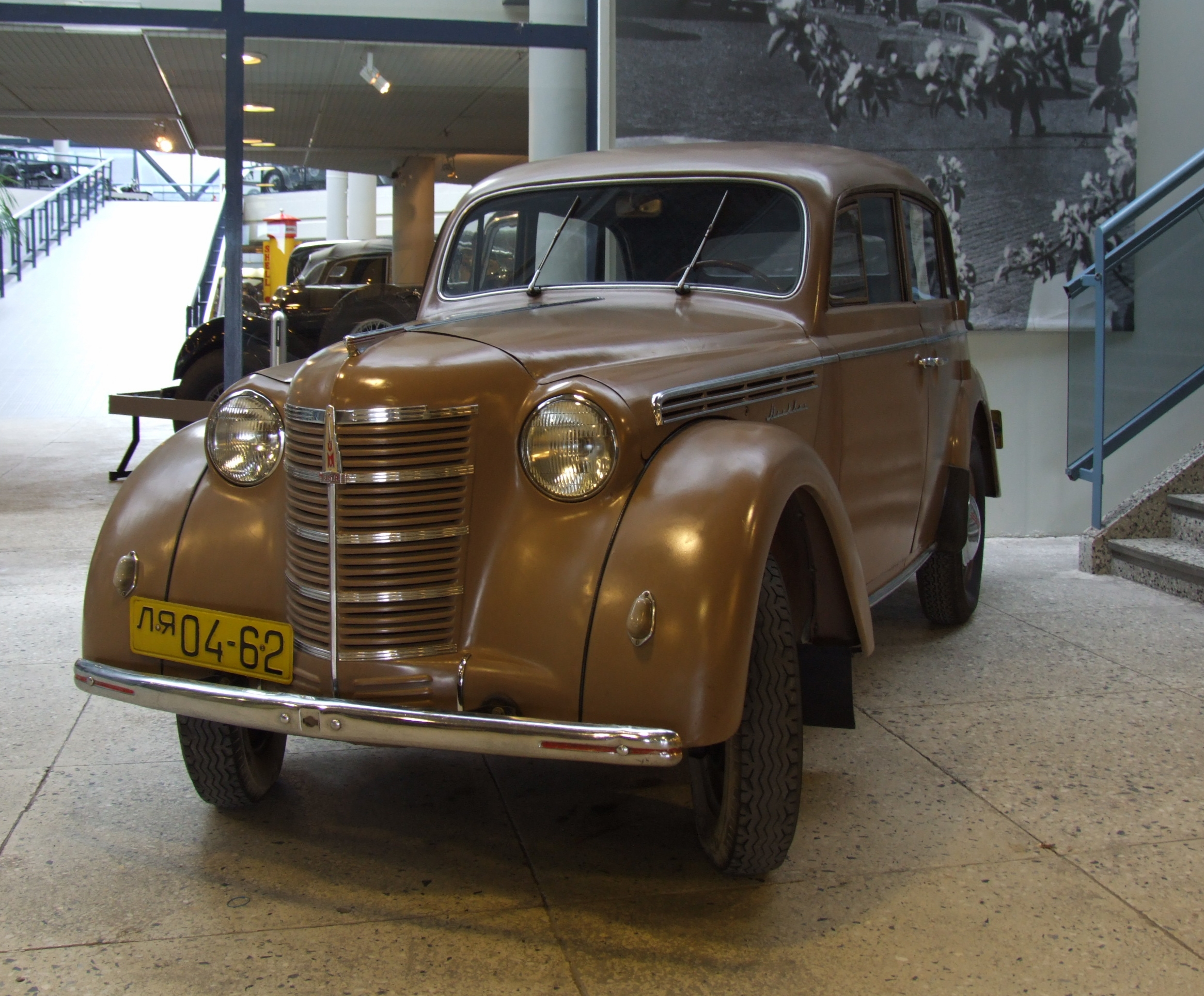
Moskvich 400-420
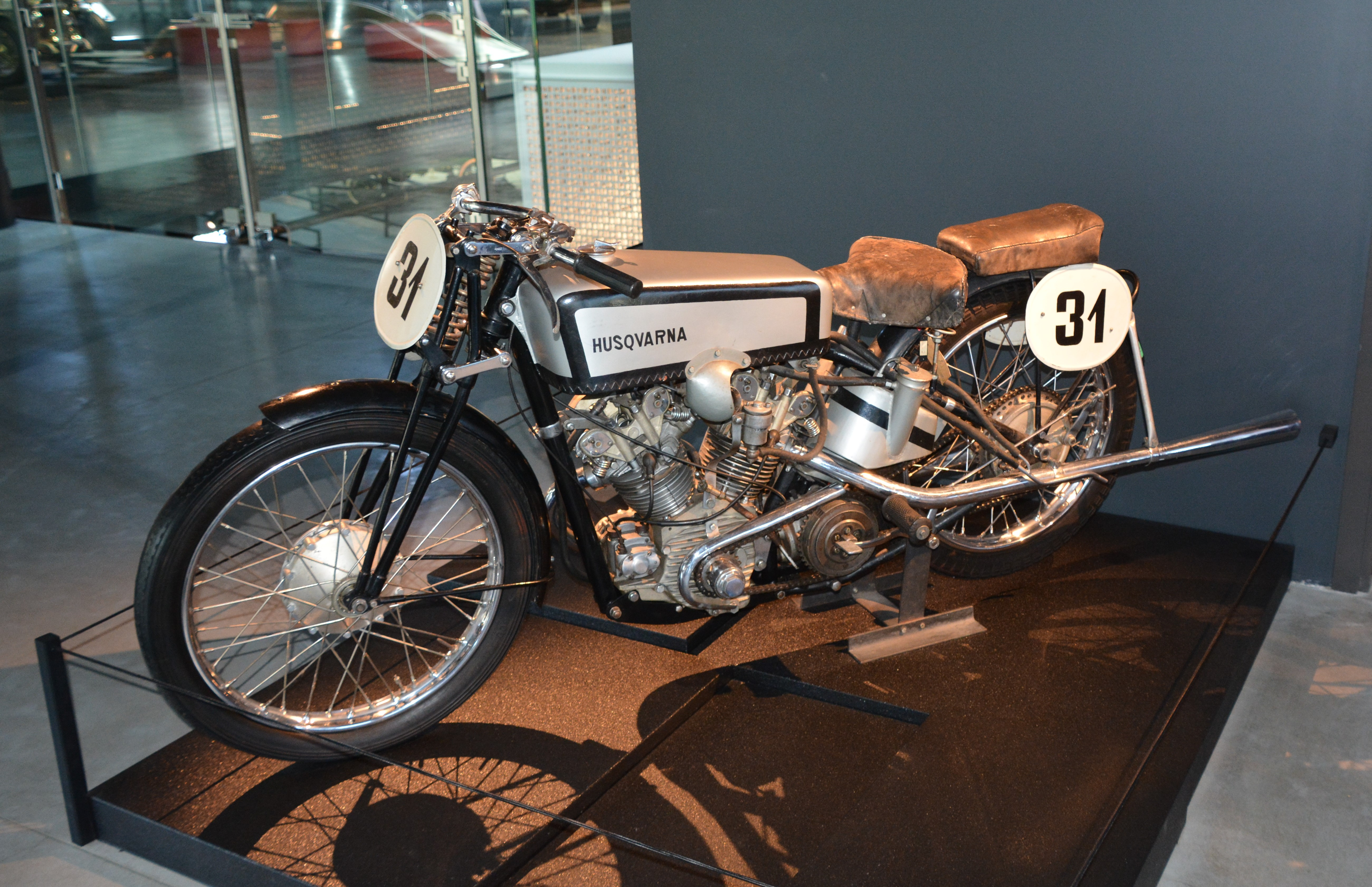
Husqvarna 500 från 1935
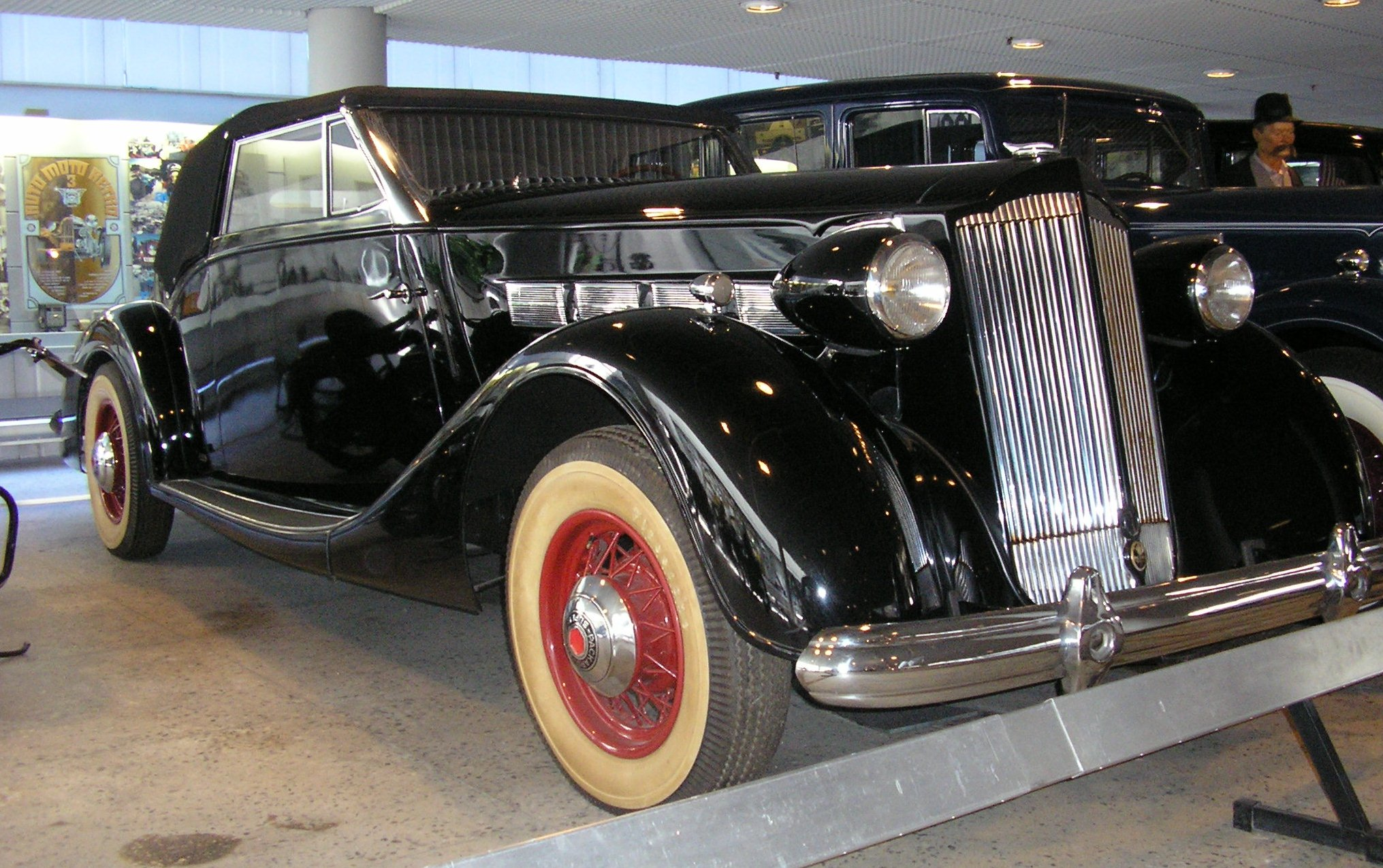
Packard Super Eight 1502 (1937)
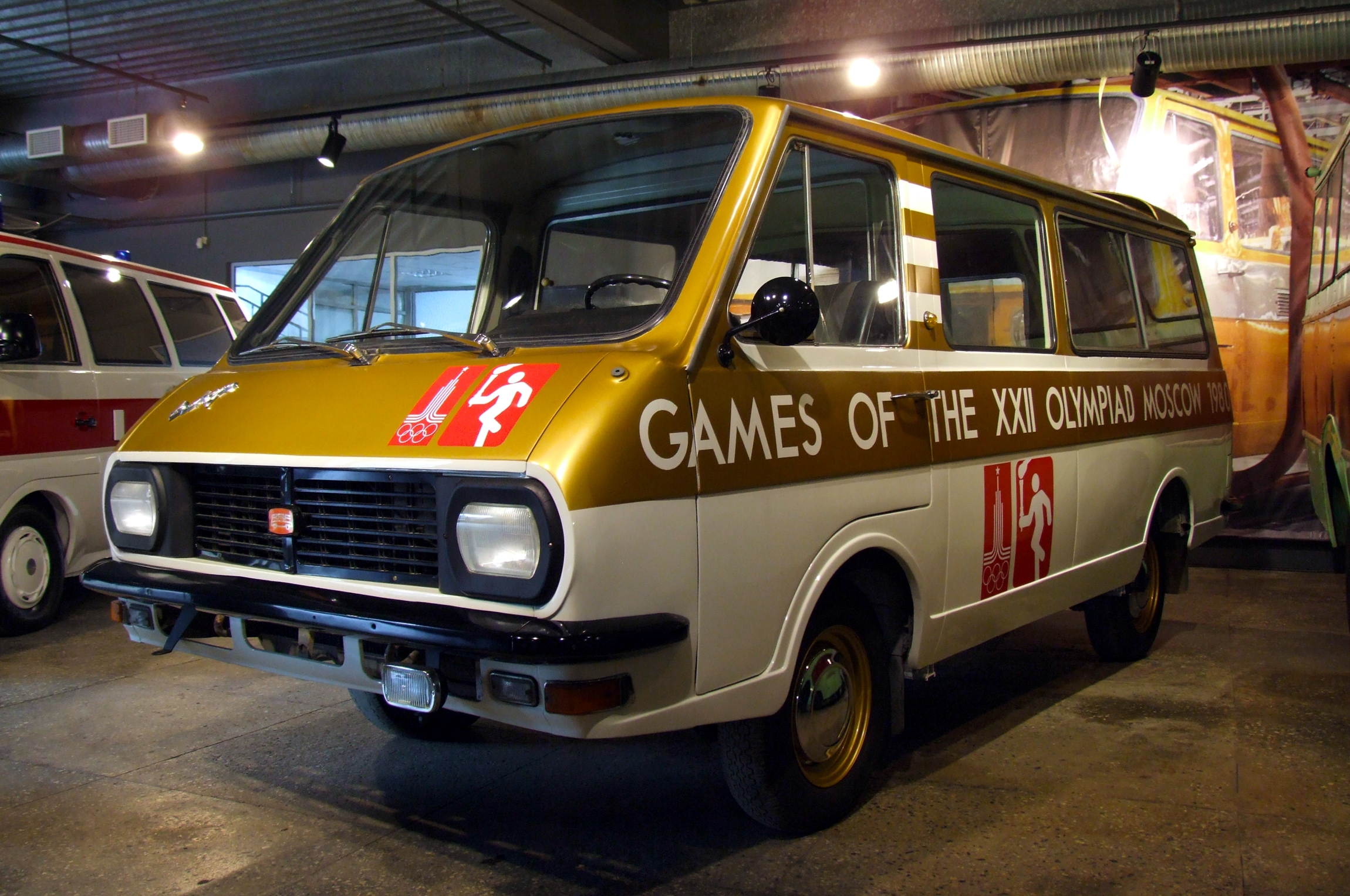
Lettiskt byggd RAF-2907, efter RAF-2203 "Latvija"
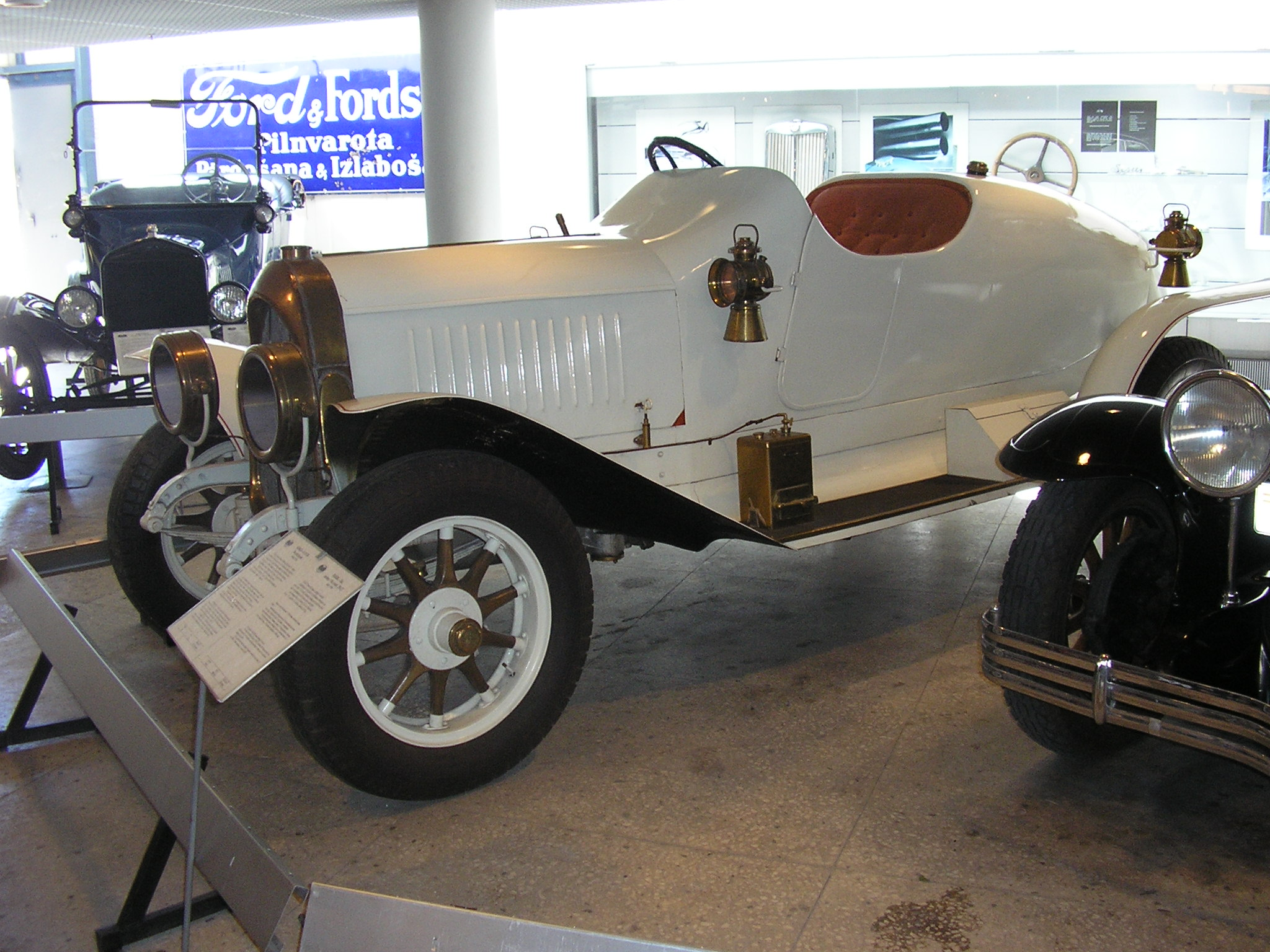
Hansa G 12/36 Renntorpedo (1914)
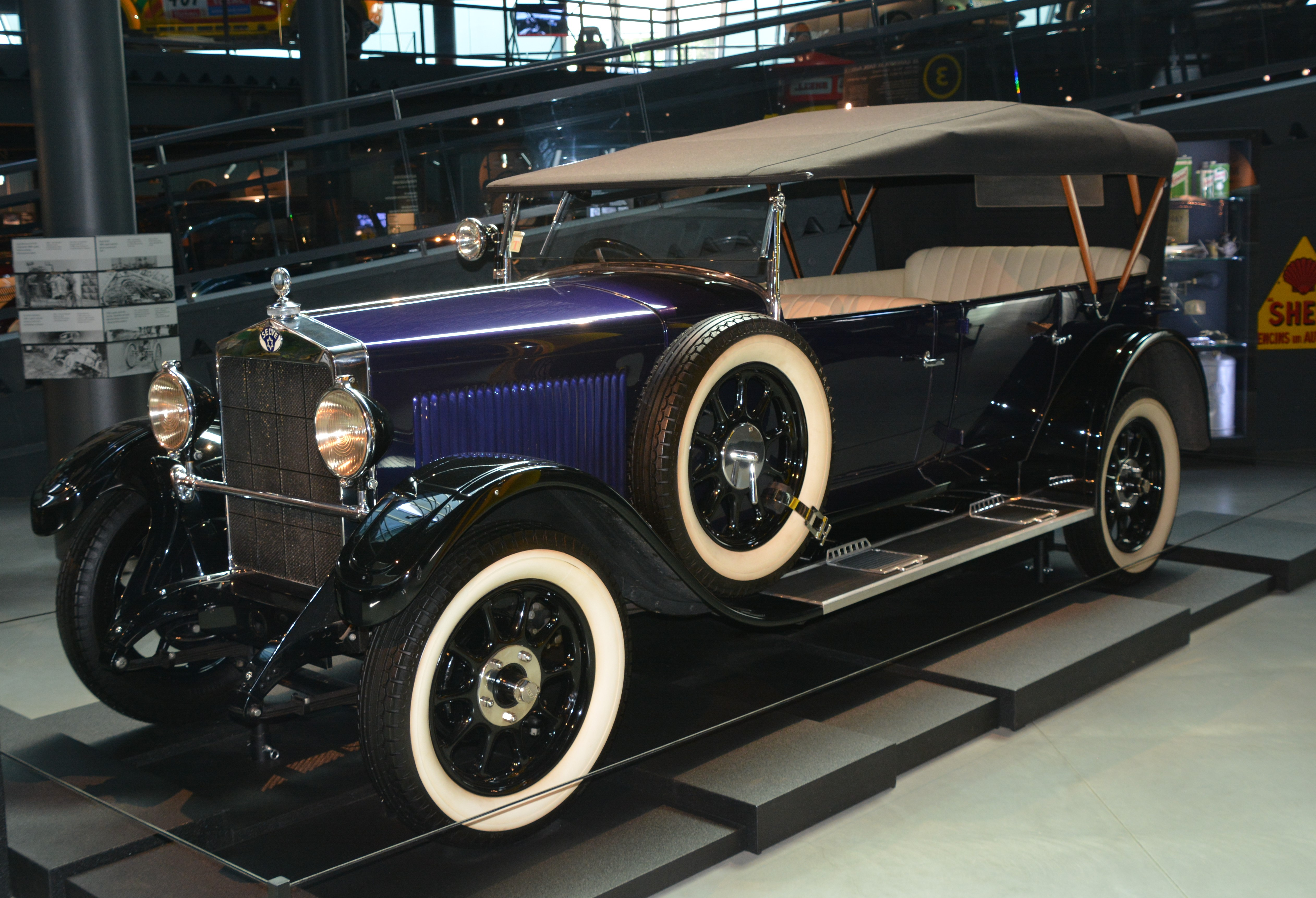
Selve 12/50 från 1928